# Леоциомицеты
Леоциомице́ты (лат. Leotiomycetes) — класс сумчатых грибов (Ascomycota). Многие виды вызывают серьёзные заболевания растений. У большинства плодовые тела — апотеции, реже клейстотеции. Аски цилиндрические, они лишены оперкулюма, но имеют круглую апикальную пору. Аскоспоры различной формы, стеклянисто-прозрачные.

## Систематика
К классу относятся многочисленные анаморфы-дейтеромицеты, которые лишь недавно заняли своё место в филогенетической системе. Первые классификации относили леоциомицеты к дискомицетам. Молекулярные исследования последних лет указали на истинное систематическое положение представителей класса. Большинство учёных считают леоциомицеты сестринским таксоном к сордариомицетам в филогенетическом дереве Pezizomycotina. Его деление на подклассы получило сильную поддержку данными молекулярных исследований, но в целом монофилия леоциомицетов сомнительна.